# Syllepte torsipex
Syllepte torsipex là một loài bướm đêm trong họ Crambidae.